# Rövidcopfos kacérkolibri
A rövidcopfos kacérkolibri (Lophornis brachylophus) a madarak osztályának sarlósfecske-alakúak (Apodiformes) rendjébe és a kolibrifélék (Trochilidae) családjába tartozó faj.

## Rendszerezése
A fajt Robert Thomas Moore amerikai ornitológus írta le 1949-ben. Használták a Lophornis brachylopha néevet is.

## Előfordulása
Mexikó délnyugati részén honos. Természetes élőhelyei a szubtrópusi és trópusi síkvidéki és hegyi esőerdők, valamint ültetvények.

## Megjelenése
Testhossza 8 centiméter. A hímnek vörös koronája van.

## Természetvédelmi helyzete
Az elterjedési területe rendkívül kicsi, egyedszáma 250-999 példány közötti és csökken. A Természetvédelmi Világszövetség Vörös listáján súlyosan veszélyeztetett fajként szerepel.